# Майлод, Марк
Марк Майлод (англ. Mark Mylod) — британский режиссёр кино и телевидения, продюсер.

## Карьера
Майлод был режиссёром нескольких телешоу США и Великобритании, большинство из них для BBC. Майлод также был сопродюсером сериала телеканала HBO «Красавцы», где он также выступал регулярным режиссёром.
До «Красавцев», Майлод также был режиссёром полнометражных фильмов, включая «Али Джи в парламенте», «Большая белая обуза» и «Сколько у тебя?», и сериалов «Холодные ступни», «Королевская семья», «Пиф-паф, это Ривз и Мортимер».
Майлод был режиссёром и исполнительным продюсером пилотного эпизода американской версии драмедийного сериала «Бесстыдники» для телеканала Showtime. Он остался соисполнительным продюсером и постоянным режиссёром сериала.
В 2011 году, Майлод стал режиссёром и исполнительным продюсером первой серии фэнтезийного сериала канала ABC «Однажды в сказке».
Он работал над романтической комедией 2011 года «Сколько у тебя?». Фильм получил смешанные отзывы.
В 2014 году он снял пилотный эпизод американского телесериала «Любовники».
В 2014 году он срежиссировал 3 и 4 эпизоды 5 сезона сериала канала HBO «Игра престолов».

## Фильмография

### Режиссёр
- 1994—2001 — Быстрое шоу / The Fast Show
- 1997—2003 — Холодные ступни / Cold Feet
- 1998—2012 — Семья Ройл / The Royle Family
- 2000—2001 — Детектив и привидение / Randall & Hopkirk (Deceased)
- 2001 — Синдром Бэддиела / Baddiel’s Syndrome
- 2002 — Али Джи в парламенте / Ali G Indahouse
- 2004—2013 — Бесстыдники / Shameless
- 2004—2011 — Красавцы / Entourage
- 2005 — Большая белая обуза / The Big White
- 2008 — Добро пожаловать в «Капитана» / Welcome to the Captain
- 2009—2011 — Соединённые Штаты Тары / United States of Tara
- 2011 — Бесстыдники / Shameless
- 2011 — Игра престолов / Game of Thrones
- 2011 — Сколько у тебя? / What’s Your Number?
- 2011 — Однажды в сказке / Once Upon a Time
- 2014 — Любовники / The Affair
- 2015 — Бэкстром / Backstrom
- 2015 — Особое мнение / Minority Report
- 2018 — Наследники / Succession
- 2022 — Меню / Menu

### Продюсер
- 2004 — 2011 — Красавцы / Entourage (исполнительный сопродюсер / сопродюсер (33 эпизода, 2007—2009)
- 2011 — Бесстыдники / Shameless (исполнительный продюсер / исполнительный сопродюсер (37 эпизодов, 2011—2014)
- 2011 — Однажды в сказке / Once Upon a Time (исполнительный продюсер (1 эпизод, 2011)
- 2014 — Любовники / The Affair (исполнительный продюсер (1 эпизод, 2014)
- 2015 — Бэкстром / Backstrom (исполнительный продюсер (1 эпизод, 2015)

## Личная жизнь
Марк Майлод женат на художнице по костюмам Эми Уэсткотт
и у них есть 3 дочери и сын.